# Радевич Сергій Анатолійович
Сергій Анатолійович Радевич (нар. 4 січня 1984, Полтава, УРСР) — український футболіст, захисник.

## Життєпис
Сергій Радевич народився 4 січня 1984 року в Полтаві. Вихованець ДЮСШ ім. І. Горпинки (Полтава).
В 2001 році підписав контракт з полтавською «Ворсклою». За період свого перебування в полтавському клубі (до 2006 року) основним гравцем так і не став. У сезонах 2000/01 та 2001/02 років виступав у складі друголігового фарм-клубу полтавчан, «Ворсклі-2». Саме в цьому клубі дебютував на професіональному рівні. Сталося це 22 квітня 2001 року у виїзному матчі 20-го туру чемпіонату України серед клубів другої ліги проти охтирського «Нафтовика», в якому «Ворскла-2» поступилася з рахунком 1:2. Сергій у тому матчі вийшов у стартовому складі та відіграв весь поєдинок.
Першим забитим м'ячем на професіональному рівні відзначився 5 червня 2004 року у виїзному матчі 28-го туру чемпіонату України серед клубів другої ліги в групі В проти донецького «Металурга-2». Сергій у тому матчі вийшов у стартовому складі, відіграв увесь поєдинок, а на 21-й хвилині відзначився голом.
За другу команду ворсклян виступав до завершення сезону 2004/05 років, за цей час у її складі в чемпіонатах України провів 68 матчів та забив 2 м'ячі. Починаючи з сезону 2002/03 років почав залучатися до тренувань та ігор головної команди «Ворскли» (Полтава), в складі якої в чемпіонатах України зіграв лише 24 поєдинки; ще 6 поєдинків зіграв у кубку України. У першій частині сезону 2006/07 років втратив своє місце в головній команді полтавчан й продовжував підтримувати форму лише в першості дублерів. Крім основної команди «Ворскли» та його фарм-клубу «Ворскли-2» зіграв 55 матчів (6 голів) у першості дублерів.
Щоб отримати постійну ігрову практику, в 2007 році переходить до складу представника першої ліги чемпіонату України ПФК «Олександрії». Спочатку справи Сергія в новому клубі пішли доволі вдало. Уже 20 березня 2007 року дебютував у стартовому складі домашнього поєдинку 22-го туру чемпіонату України серед клубів першої ліги проти ужгородського «Закарпаття». Провів на полі весь матч та отримав жовту картку на 84-й хвилині, а олександрійці здобули перемогу з рахунком 1:0.
Свій перший та єдиний м'яч у футболці «Олександрії» забив 11 квітня 2007 року в програному (з рахунком 2:3) домашньому матчі 26-го туру першої ліги чемпіонату України проти охтирського «Нафтовика». Сергій відзначився голом на 19-й хвилині, 45+3-й хвилині першого тайму отримав жовту картку.
Починаючи з травня 2007 року у грі Сергія намітився спад, він як правило не завершував матч і його міняли в проміжку з 65-ї по 75-ту хвилину. За час свого перебування в олександрійській команді в чемпіонаті України зіграв 13 матчів та відзначився 1 голом.
У 2007 році зіграв 12 матчів у футболці кам'янської «Сталі». Проте в 2008 році покинув Україну та переїхав до Росії. В 2008 році виступав за железногорський «Магніт», який змагався в аматорському чемпіонаті Росії. Проте в складі російського клубу зіграв лише 1 матч.
В 2009 році повернувся до України та підписав контракт зі свердловським «Шахтарем». Зіграв 11 матчів за свердловських гірників у другій лізі 11 матчів. В 2009 році повертається до рідного міста та підписує контракт з друголіговою ФК «Полтавою», кольори якої захищав до 2010 року. За цей час за городян у чемпіонатах України зіграв 26 матчів та забив 2 м'ячі, ще 2 поєдинки за ФК «Полтаву» провів у кубку України. Також в складі полтавського клубу став бронзовим призером групи Б другої ліги чемпіонату України. Сезон 2010/11 років провів у калінінському «Фенікс-Іллічівці» (3 матчі) та чорноморському «Бастіоні» (6 матчів).
У 2012 році перейшов до головківського «УкрАгроКому». В команді з Олександрійського району одразу став основним гравцем. Дебютував 7 квітня 2012 року у виїзному поєдинку групи А другої ліги чемпіонату України проти клубу «Єдність» (Плиски). Команди в тому матчі розписали нульову нічию. Радевич в тому поєдинку вийшов у стартовому складі та відіграв весь матч, крім цього на 37-й хвилині першого тайму отримав жовту картку.
Найяскравішим для Сергія Радевича можна вважати матч-відповідь фіналу Другої ліги між «УкрАгроКомом» — «Десною», який відбувся 16 червня 2013 року. У цьому поєдинку аграрії здобули перемогу з рахунком 3:1. Сам Сергій вийшов у стартовому складі й на 39-й хвилині матчу зрізав м'яч у ворота власної команди, проте вже на 46-й хвилині виправив власну помилку та забив у ворота чернігівської команди на 46-й хвилині матчу. Крім того, ще на 33-й хвилині отримав жовту картку, а на 80-й хвилині за друге попередження був вилучений з поля.
У сезоні 2012/13 років спочатку став переможцем Групи Б, а потім й фінального раунду Другої ліги чемпіонату України. У складі головківської команди виступав до 2014 року. За цей час в чемпіонатах України за аграріїв відіграв 66 матчів та забив 3 м'ячі, ще 6 матчів зіграв у кубку України. Улітку 2014 року залишив клуб у статусі вільного агента.

## Досягнення
- Друга ліга чемпіонату України
  -  Чемпіон (1): 2012/13 (Група Б)
  -  Чемпіон (1): 2012/13 (Фінальний раунд)
  -  Бронзовий призер (1): 2009/10 (Група Б)